# Церковь Георгия Победоносца (Веретьево)
Церковь Георгия Победоносца (Георгиевская церковь) — утраченный православный храм в деревне Веретьево Талдомского городского округа Московской области.

## История
Из писцовых книг Дмитровского уезда начала XVIII века известно, что «…в Повельском стане вотчине Борисоглебского монастыря, что в Дмитрове на посаде, погост промеж рек Дубны и Пази, а на погосте церковь Христова мученика Георгия деревянная верх шатром…». В Московском областном архиве имеется запись Дмитровского Духовного правления от 1778 года: «Дело о разрешении Переславской духовной консисторией освятить на прежнем антиминсе вновь построенную деревянную церковь великомученика Георгия в с. Веретие Дмитровского уезда 16 (29) ноября 1778 года».
Таким образом, срубленное в 1778 году деревянное здание церкви клетского типа, обшитое тёсом и шатровым завершением, начало работать в Веретьево в качестве приходского храма. Архитектурно здание храма — восьмерик на четверике на высоком подклете, с пятигранным алтарем и трапезной; была окружена галереей на консолях. Рядом с церковью находился небольшой погост. В конце XIX века здание обшито тёсом, шатёр и крыши здания покрыты железом. С середины XIX века церковь использовалась как кладбищенская.

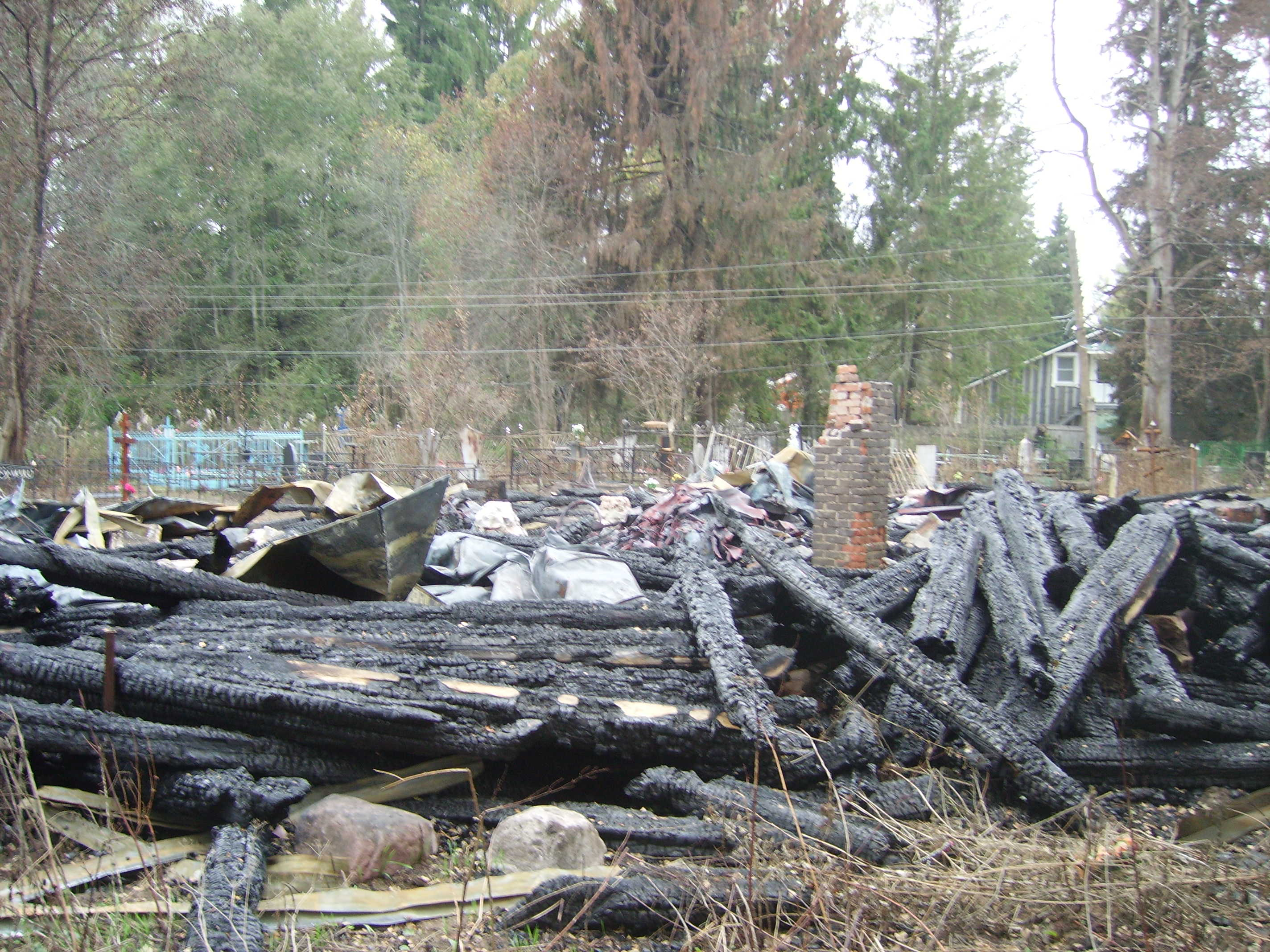
Место сгоревшего храма

Прослужив более ста двадцати лет, храм Георгия Победоносца пережил Октябрьскую революцию и был закрыт во времена советского гонения на церковь — в 1930-е годы. Во время Великой Отечественной войны галерею, её опоясывающую храм, разобрали на дрова. После войны здание храма было заброшено и долгие годы ветшало. Только после распада СССР, в 2003 году, при храме была зарегистрирована церковная община. Началось его восстановление, длившееся до 2010 года. Уже полностью восстановленный храм сгорел дотла ранним утром 30 августа 2012 года. На месте утраченной древней деревянной церкви был установлен памятный крест. Храм был одним из немногих сохранившихся в Центральной России деревянных памятников XVIII века. Настоятелем церкви Георгия Победоносца являлся протоиерей Илия Викторович Шугаев.
Подробное описание Веретьевской церкви Георгия Победоносца осталось в книге 1970-х годов: «Солнечные узоры. Деревянное народное зодчество Подмосковья», авторы Б. Зайцев и П. Пинчиков.